# واکانا ساکای
واکانا ساکای (انگلیسی: Wakana Sakai؛ زادهٔ ۹ سپتامبر ۱۹۸۰) بازیگر، و نویسنده اهل کشور ژاپن است. از فیلم‌هایی که وی در آنها بازی کرده‌است می‌توان به سریال نخستین بوسه اشاره کرد.

## یادداشت ها
1. ↑  Debut month; Wakana Sakai's Twitter account. Jul ۲۰۱۴.